# Бронзовка мраморная
Бронзовка мраморная (лат. Protaetia (Liocola) marmorata) — жук из подсемейства бронзовки, семейства пластинчатоусых (Scarabaeidae).

## Описание

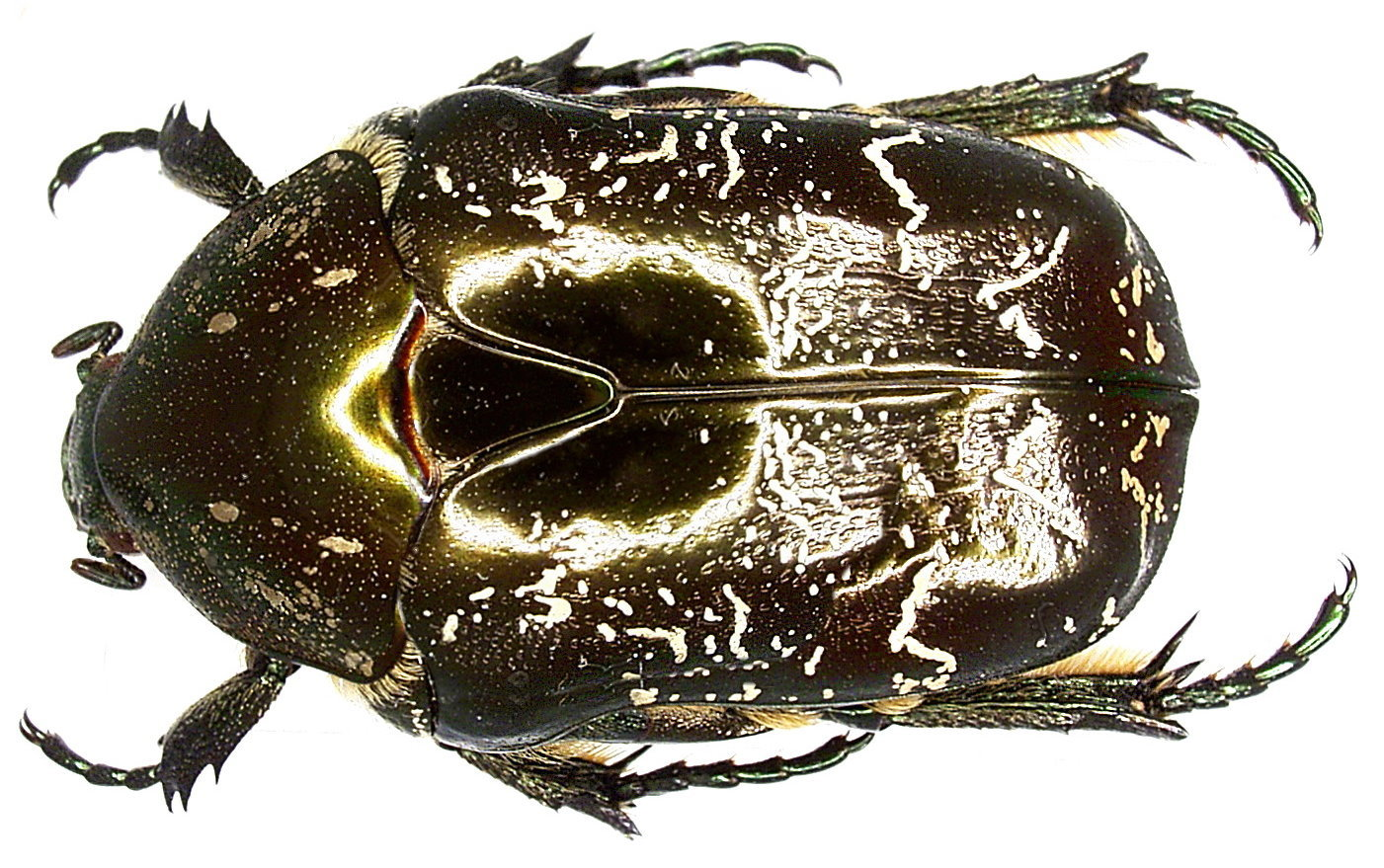

Жук длиной 19—27 мм. Окраска блестящая, чёрно-бронзовая, нижняя сторона тела и ноги, в особенности заднегрудь, с сильным зеленоватым оттенком, иногда надкрылья или вся верхняя сторона также имеют зеленоватый отлив.
Тело удлиненное, несколько суженное кзади, умеренно выпуклое, Наличник удлиненно-прямоугольный. Голова в крупных и глубоких точках. Переднеспинка слабо поперечная, широкая у основания, суживается вперед. Покрыта мелкими точками, по бокам в густых крупных дуговидных точках. Щиток большой, удлиненно-треугольный, с притуплённой вершиной, в мелких точках. Надкрылья удлиненные, несколько суженные кзади. Пигидий умеренно выпуклый. Брюшко самца с продольной бороздкой.

## Личинка
Личинка крупная, толстая, С-образной формы, белого цвета с бурой головой. С хорошо развитыми ногами и многочисленными поперечными складками на спинной стороне сегментов. На анальном сегменте тела два симметричных продольных ряда по 17—21 шипику в каждом.

## Ареал
Ареал вида простирается от Атлантического океана до Тихого. Лесная и лесостепная зоны европейской территории России, Южная Сибирь, Дальний Восток. Отсутствует в горных лесах Крыма и Кавказа.

## Местообитания
Жуки обитают в старых лесах и садах. Встречаются на опушках, полянах и в глубине леса. Предпочитают преимущественно равнинные леса. В горах поднимаются на высоты до 700 метров над уровнем моря.
Встречается нередко, но всегда единично.

## Биология
В европейской части России лёт жуков в июне — августе, в европейской лесостепи, на Украине лёт жуков с конца мая до начала августа. Жуки встречаются преимущественно на деревьях с вытекающим соком (на дубах, грушах, ивах, осинах). Гораздо реже встречаются на цветах плодовых деревьев (груши, яблони и тому подобных).
Жуки откладывают яйца в старые древесные пни и дупла дуба, груши, осины, ивы, липы и некоторых других пород. В более южных частях ареала генерация однолетняя, окукливание происходит весной. В более северных районах ареала генерация до 2 лет.